# Alekszej Nyikolajevics Hvosztov
Alekszej Nikolajevics Hvosztov (oroszul: Алексей Николаевич Хвостов; 1872. július 1. – 1918. augusztus 23.) orosz politikus és államférfi volt.

## Élete
A hatalmas termetű, elhízott Hvosztov gazdag földbirtokos családból származott, és távol az udvartól élt. Kezdetben Nyizsnyij Novgorod kormányzóhelyettese, majd kormányzója volt. Hivatalát teljesen elhanyagolva vadászott, hatalmas lakomákat rendezett és kicsapongó életet élt.
A negyedik Állami Dumába jobboldali színekben választották be. A jobboldal frakcióvezetője lett, és büszkén viselte zakója hajtókáján az antiszemita Igaz Oroszok Szövetsége jelvényét. Zsidóellenes kirohanásait nagy tetszés követte úgy a Dumában, mint a cári udvarban. Így került a  cári udvart akkoriban hatalmában tartó Raszputyin látókörébe, akinél miután sikerült kieszközölnie egy kihallgatást, 600 000 rubel fejében Raszputyin megígérte, hogy kijárja számára a belügyminiszterséget.
1915. szeptember 26-án meg is jött a cári ukáz, miszerint II. Miklós cár belügyminiszterré nevezte ki őt. Hvosztov miniszterelnök szeretett volna lenni, így a bevált módszer szerint fizetett Raszputyinnak, de az új miniszterelnök mégsem ő lett, hanem Borisz Stürmer. Innen datálható Hvosztov Raszputyin-ellenessége és egyben politikai karrierjének végnapjai is. Megpróbált minden fronton a „koszos muzsik” ellen intrikálni, sőt a korrupt rendőrfőnökkel, Belickijjel próbálta megöletni Raszputyint. Ő azonban ehelyett inkább mindent elmondott Raszputyinnak, aki beszámolt erről Alekszandra cárnénak.
Ezért 1916. március 3-án leváltották a belügyminiszteri posztról. Később az 1917-es februári forradalom idején korrupció vádjával letartóztatták, és börtönben is maradt a bolsevikok hatalomra kerüléséig, akik tárgyalás nélkül kivégeztették.

## Fordítás
- Ez a szócikk részben vagy egészben  az   Alexei Khvostov című angol Wikipédia-szócikk fordításán alapul.  Az eredeti cikk szerkesztőit annak laptörténete sorolja fel. Ez a jelzés csupán a megfogalmazás eredetét és a szerzői jogokat jelzi, nem szolgál a cikkben szereplő információk forrásmegjelöléseként.